# Homologia (biologia)

Homologia de vários ossos (mostrados em cores diferentes) dos membros anteriores de quatro vertebrados.

Homologia (do grego ομοως, "igualmente" e λοlÄγος, "ciência", "razão") é o estudo biológico das semelhanças entre estruturas de diferentes organismos que possuem a mesma origem ontogenética e filogenética. Tais estruturas podem ou não ter a mesma função.
A homologia tem sido uma forte evidência em favor da Teoria da Evolução, pois ela sugere ancestralidade comum entre organismos diferentes possuindo estruturas frequentemente semelhantes com a mesma origem embriológica, lembrando que o desenvolvimento do embrião recapitula parcialmente as origens do organismo, como por exemplo, as nadadeiras ventrais dos peixes e os membros dos mamíferos.
A homologia pode ser dividida em três grupos: ortologia, quando as seqüências têm um único e mesmo ancestral comum; paralogia, quando se originam de uma duplicação gênica; e xenologia, quando se originam por incursão lateral (ou horizontal).

## Homogenética
Inicialmente, o termo "homologia" foi usado para definir estruturas que possuíam relação de semelhança de posição entre suas partes. O mais correto seria dizer que duas estruturas que possuem íntima relação evolutiva são homogenéticas. Devido ao uso, entretanto, o termo "homologia" se transformou num sinônimo de "homogenética".
Um exemplo interessante de homologia é dos órgão genitais humanos. O clitóris, por exemplo, é homólogo ao pênis do homem, os grandes lábios também são homólogos, mas  do escroto, os ovários são homólogos dos testículos e assim por diante. O importante é que todos os órgãos genitais não tiveram origens distintas.

## Órgãos homólogos

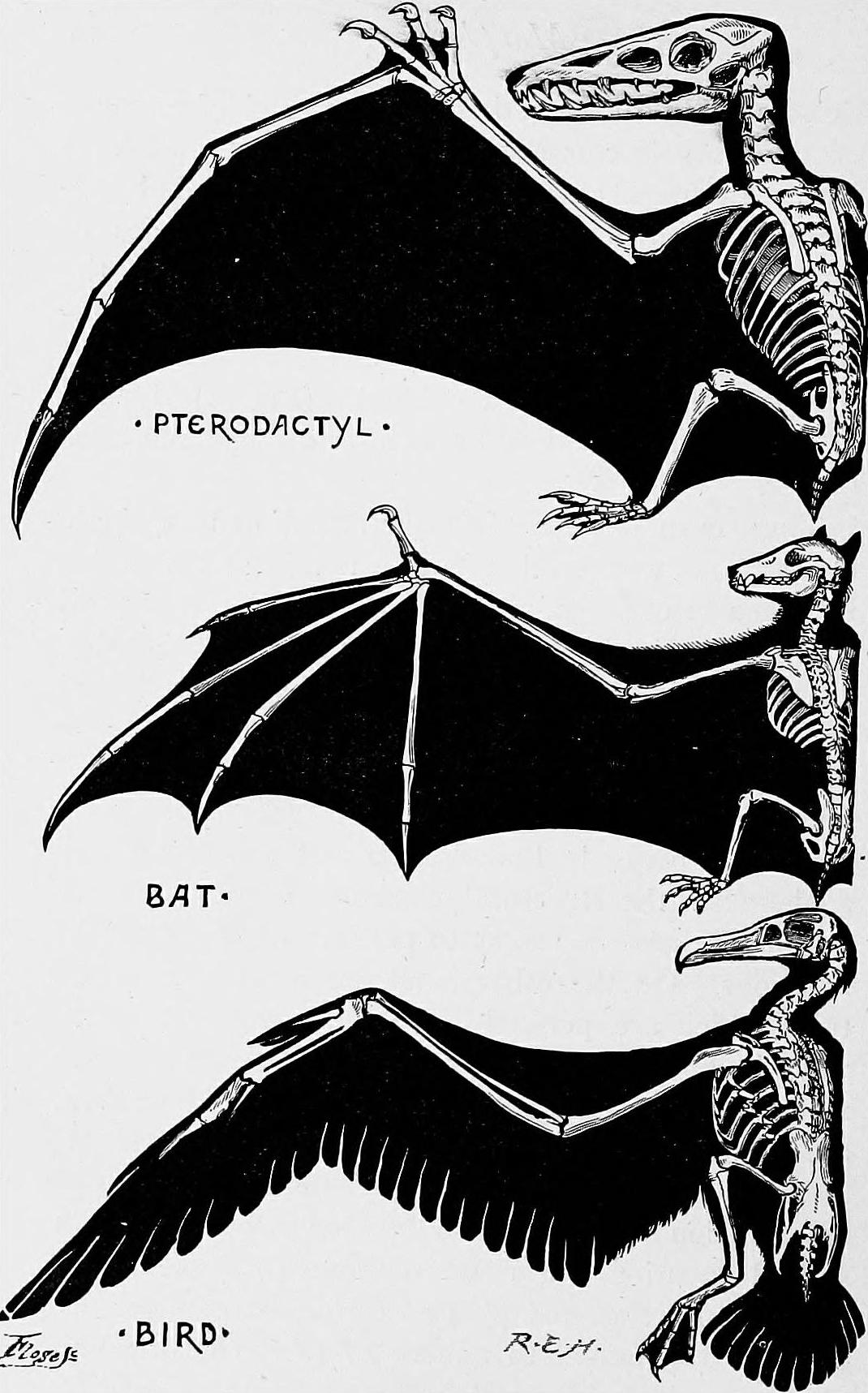
As asas dos pterossauros (1), morcegos (2) e aves (3) são análogas como asas, e homólogas como membros anteriores.

Órgãos homólogos são órgãos de seres vivos que se diferem, mas se desenvolvem de modo semelhante, como os membros anteriores de grande parte dos animais vertebrados. Têm origem embrionária semelhante e podem desempenhar funções distintas, como a asa de morcego, adaptadas para o voo; e a as nadadeiras do golfinho, adaptadas para a natação. Ambas têm a mesma estrutura óssea. Desempenham funções distintas por causa do habitat de cada ser, e da adaptação. Isso é nomeado divergência evolutiva.